# Gaius Julius Sampsigeramus
Ne doit pas être confondu avec Sampsigéram II.
Gaius Julius Sampsiceramus (grec ancien : Γάϊος Ἰούλιος Σαμσιγέραμος ; fl. 78 ou 79 après J.-C.) est un notable d'Emèse, descendant des rois d'Emèse et possible ancêtre de Sohaemus d'Arménie.

## Biographie
Il nous est connu grâce à son épitaphe sur le Mausolée d'Émèse; 
Γάϊος Ἰούλιος, Φαβίᾳ, Σαμσιγέραμος ὁ καὶ Σεί[λ]ας, Γαΐου Ἰουλίου Ἀλεξίωνος υἱός, ζῶν ἐποίησεν [ἑ]αυτῷ καὶ τοῖς ἰ[δί]οις, ἔτους ϟτʹ traduit en: Caios Iulios Sampsigeramos, dit Seilas, fils de Caios Iulios Alexionos, de la tribu Fabia, a construit de son vivant ce tombeau, pour lui même et les siens, l'an 390 [des Séleucides]
Ce mausolée se trouvait autrefois dans la nécropole de Tell Abu Sabun (dans l'actuelle Homs, Syrie), comme l'indique une inscription qui aurait appartenu au monument. Sa parenté avec les Sampsigéramides (la dynastie des prêtres-rois d'Émesène) a été jugée possible, probable, ou même acceptée, dans ce cas par l'intermédiaire de Gaius Julius Alexion. L'an 390 de l'ère séleucide indique que la dédicace du tombeau fut posée en 78/79 de notre ère.

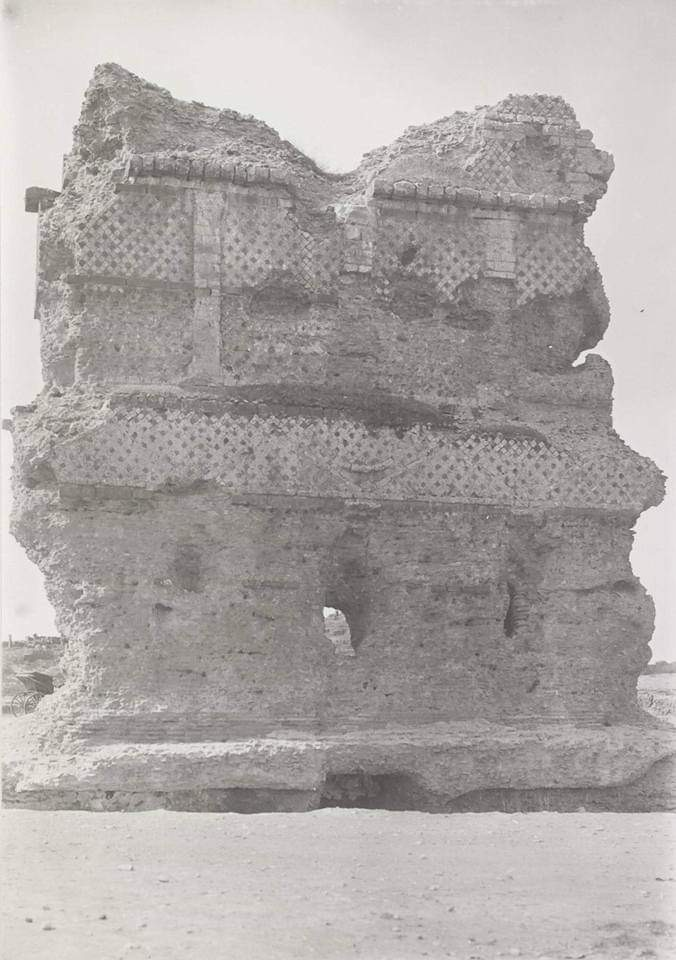
Le tombeau de Sampsigeramus, photographié en 1907

Selon Maurice Sartre, la citoyenneté romaine du propriétaire, attestée par ses tria nomina, appuie fortement la parenté avec la famille royale. L'absence d'allusion à la parenté royale peut s'expliquer si la dynastie avait été privée de son royaume peu avant la construction du mausolée et que le royaume fut annexé à la province romaine de Syrie, ce qui s'est produit très probablement en 72 just avant la construction du mausolée,. Andreas Kropp dit, « ce que le constructeur tenait vraiment à souligner, c'est qu'il était un citoyen romain portant la tria nomina . »
Selon Christian Settipani, Sampsigeramus aurait un fils nommé Gaius Julius Longinus Sohaemus, dont il eut un petit-fils, Gaius Julius Avitus, et deux arrière-petits-enfants, Julia Bassa et Sohaemus d'Arménie.